# Julio Peralta
Julio Leonardo Peralta Martínez (Santiago del Cile, 9 settembre 1981) è un tennista e allenatore di tennis cileno.
Specialista del doppio, ha vinto 6 delle 10 finali disputate nel circuito maggiore e il suo miglior ranking ATP è la posizione numero 29 ottenuta il 16 ottobre 2017, grazie ai quarti di finale raggiunti quell'anno al Roland Garros.
È stato varie volte inattivo per lunghi periodi a causa di infortuni e ha ottenuto i migliori risultati oltre i trent'anni. Nel 2022 torna in attività dopo quattro anni di stop e in estate entra come allenatore nello staff tecnico di Cristian Garín.

## Statistiche

### Doppio

#### Vittorie (6)
| Legenda doppio            |
| Grande Slam (0)           |
| ATP World Tour Finals (0) |
| ATP Masters 1000 (0)      |
| ATP World Tour 500 (1)    |
| ATP World Tour 250 (5)    |

| N. | Data              | Torneo                                       | Superficie     | Compagno         | Avversari in Finale               | Punteggio        |
| 1. | 27 febbraio 2016  | Brasil Open, San Paolo                       | Terra rossa    | Horacio Zeballos | Pablo Carreño Busta David Marrero | 4–6, 6–1, [10–5] |
| 2. | 24 luglio 2016    | Crédit Agricole Suisse Open Gstaad, Gstaad   | Terra rossa    | Horacio Zeballos | Mate Pavić Michael Venus          | 7–6(2), 6–2      |
| 3. | 25 settembre 2016 | Open de Moselle, Metz                        | Cemento indoor | Horacio Zeballos | Mate Pavić Michael Venus          | 6-3, 7–6(4)      |
| 4. | 16 aprile 2017    | U.S. Men's Clay Court Championships, Houston | Terra rossa    | Horacio Zeballos | Dustin Brown Frances Tiafoe       | 4-6, 7-5, [10-6] |
| 5. | 22 luglio 2018    | Swedish Open, Båstad                         | Terra rossa    | Horacio Zeballos | Simone Bolelli Fabio Fognini      | 6-3, 6-4         |
| 6. | 29 luglio 2018    | German Open Hamburg, Amburgo                 | Terra rossa    | Horacio Zeballos | Oliver Marach Mate Pavić          | 6-1, 4-6, [10-6] |

#### Finali perse (4)
| Legenda doppio            |
| Grande Slam (0)           |
| ATP World Tour Finals (0) |
| ATP Masters 1000 (0)      |
| ATP World Tour 500 (0)    |
| ATP World Tour 250 (4)    |

| N. | Data              | Torneo                               | Superficie     | Compagno          | Avversari in Finale            | Punteggio        |
| 1. | 11 febbraio 2017  | Ecuador Open, Quito                  | Terra rossa    | Horacio Zeballos  | James Cerretani Philipp Oswald | 3-6, 1-2 rit.    |
| 2. | 25 agosto 2017    | Winston-Salem Open, Winston-Salem    | Cemento        | Horacio Zeballos  | Jean-Julien Rojer Horia Tecău  | 3-6, 4-6         |
| 3. | 24 settembre 2017 | St. Petersburg Open, San Pietroburgo | Cemento indoor | Horacio Zeballos  | Roman Jebavý Matwé Middelkoop  | 4-6, 4-6         |
| 4. | 22 ottobre 2017   | European Open, Anversa               | Cemento indoor | Santiago González | Scott Lipsky Divij Sharan      | 4-6, 6-2, [5-10] |